# Henrik Sandberg
Henrik Sandberg (15 de mayo de 1919 – 19 de marzo de 1993) fue un productor cinematográfico de nacionalidad danesa, que trabajó para la compañía Merry Film con películas como Majorens oppasser y Pigen og millionæren.

## Biografía
Su nombre completo era Henrik Thaulow Sandberg, y nació en Copenhague, Dinamarca, siendo sus padres la actriz Else Frölich y el director A.W. Sandberg. Inició su carrera con la compañía Monterossi Reklamefilm, pero durante la ocupación alemana en la Segunda Guerra Mundial, fue miembro de la resistencia danesa. Entre 1954 y 1957 trabajó como jefe de producción para Henning Karmark, el cual, paradójicamente, había sido simpatizante nazi. En 1958 Sandberg decidió trabajar solo, y fundó Merry Film.
Henrik Sandberg falleció en España en 1993, y fue enterrado en el Cementerio Vor Frelsers Kirkegård.

## Filmografía
- 1979 : Charly & Steffen
- 1977 : Alt på et bræt
- 1976 : Piger i trøjen 2
- 1975 : Piger i trøjen
- 1972 : Takt og tone i himmelsengen
- 1971 : Guld til præriens skrappe drenge
- 1971 : Hvor er liget, Møller?
- 1970 : Præriens skrappe drenge
- 1970 : Amour
- 1970 : Stille dage i Clichy
- 1969 : Pigen fra Egborg
- 1969 : Mej och dej
- 1968 : Dyrlægens plejebørn
- 1968 : Soldaterkammerater på bjørnetjeneste
- 1967 : Onkel Joakims hemmelighed
- 1967 : Cirkusrevyen 67
- 1967 : Elsk... din næste!
- 1967 : Jeg - en marki
- 1966 : Pigen og greven
- 1966 : Der var engang
- 1965 : Pigen og millionæren
- 1965 : Flådens friske fyre
- 1965 : Livgarden i rød galla
- 1965 : Hit House
- 1964 : Sommer i Tyrol
- 1964 : Majorens oppasser
- 1963 : Et døgn uden løgn
- 1963 : Pigen og pressefotografen
- 1962 : Soldaterkammerater på sjov
- 1962 : Den rige enke
- 1961 : Soldaterkammerater på efterårsmanøvre
- 1961 : Sorte Shara
- 1961 : To skøre ho'der
- 1960 : Soldaterkammerater på vagt
- 1959 : Soldaterkammerater rykker ud
- 1958 : Soldaterkammerater
- 1956 : Vi som går stjernevejen
- 1955 : Tre finder en kro
- 1955 : Jorden rundt paa 80 minutter